# Liste der Biografien/Prz
Liste der Biografien |
Portal Biografien |
Personensuche
# |
A |
B |
C |
D |
E |
F |
G |
H |
I |
J |
K |
L |
M |
N |
O |
P |
Q |
R |
S |
T |
U |
V |
W |
X |
Y |
Z |
?
 
Pa |
Pc |
Pe |
Pf |
Ph |
Pi |
Pj |
Pk |
Pl |
Pm |
Pn |
Po |
Pr |
Ps |
Pt |
Pu |
Pv |
Pw |
Py
 
Pra |
Prc |
Pre |
Pri |
Prj |
Prk |
Prl |
Pro |
Prp |
Prs |
Prt |
Pru |
Prv |
Pry |
Prz
Die Liste der Biografien führt alle Personen auf, die in der deutschsprachigen Wikipedia einen Artikel haben. Dieses ist eine Teilliste mit 94 Einträgen von Personen, deren Namen mit den Buchstaben „Prz“ beginnt.

## Prz

### Prza
- Prządka, Stanisława (* 1943), polnische Politikerin, Mitglied des Sejm

### Prze
- Przebendowski, Jan Jerzy (1638–1729), polnischer Magnat, General und Großkronschatzmeister
- Przebendowski, Konstantin (1776–1831), polnischer Brigadegeneral
- Przeclav († 1189), Domherr in Gnesen und Breslau, möglicherweise Bischof von Lebus
- Przedwojewski, Sylwester (1920–2015), polnischer Schauspieler
- Przegalińska, Aleksandra (* 1982), polnische Futuristin
- Przemislaus I. († 1410), Herzog von Teschen (1358–1410), zeitweise auch Herzog von Beuthen, Tost, Gleiwitz, Glogau und Steinau
- Przemislaus I. († 1406), Herzog von Teschen und Gleiwitz
- Przemislaus II. († 1477), Herzog von Teschen (1431–1477)
- Przemislaus III. († 1484), Herzog von Auschwitz und Tost
- Przemyk, Renata (* 1966), polnische Sängerin
- Przemysł, polnischer Herzog
- Przemysł I. († 1257), Herzog von Großpolen
- Przemysł II. (1257–1296), Seniorherzog, König von Polen
- Przepiórka, Dawid (* 1880), polnischer Schachspieler
- Przerwa-Tetmajer, Kazimierz (1865–1940), polnischer Poet, Schriftsteller und Dramatiker
- Przesmycki, Zenon (1861–1944), polnischer Dichter, Übersetzer, Literaturkritiker
- Przetak, Fritz (1911–2004), deutscher Fußballspieler
- Przewdzing, Dieter (1944–2014), oberschlesischer Kommunalpolitiker
- Przewisinski, Hermann Robert (1831–1902), deutscher Konteradmiral der Kaiserlichen Marine
- Przeworski, Adam (* 1940), US-amerikanischer Politikwissenschaftler
- Przeworski, Molly, US-amerikanische Evolutionsbiologin, Genetikerin und Bioinformatikerin
- Przewoźnik, Andrzej (1963–2010), polnischer Historiker
- Przeździecki, Henryk (1909–1977), polnischer Eishockeytorwart und -trainer sowie Fußballspieler

### Przi
- Przibram, Hans Leo (1874–1944), österreichischer ZoologeHans Leo Przibram (1874–1944)

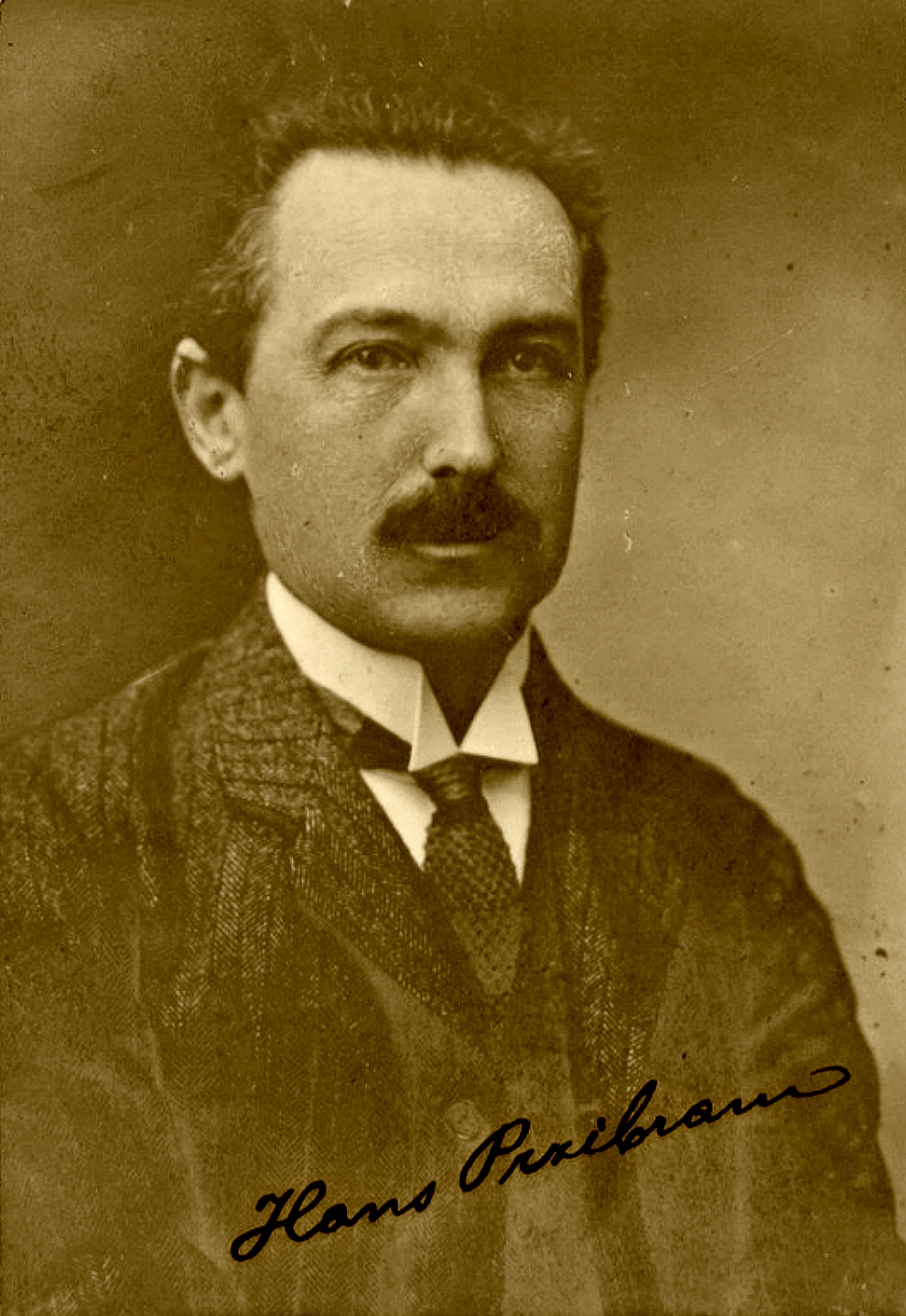
Hans Leo Przibram (1874–1944)

- Przibram, Karl (1878–1973), österreichischer Physiker

### Przo
- Przondziono, Martin (* 1969), deutscher Fußballspieler

### Przu
- Pržulj, Miroslav (* 1959), bosnisch-serbischer Sänger und Reality-TV-Schauspieler

### Przy
- Przybecki, Piotr (* 1972), polnischer Handballspieler und -trainer
- Przybielski, Andrzej (1944–2011), polnischer Jazzmusiker
- Przybilla, Joel (* 1979), US-amerikanischer Basketballspieler
- Przybilla, Norbert (1943–2009), deutscher Rennfahrer
- Przybilla, Olaf (* 1972), deutscher Journalist
- Przybilski, Martin (* 1970), deutscher Germanist
- Przyborek, Adrian (* 2007), polnischer Fußballspieler
- Przyborek, Piotr (* 1976), polnischer Geistlicher, römisch-katholischer Weihbischof in Danzig
- Przyborski, Artur (1860–1948), österreichisch-ungarischer Feldmarschalleutnant im Ersten Weltkrieg
- Przyboś, Julian (1901–1970), polnischer Schriftsteller
- Przybułek, Filip (* 2003), polnischer Fußballspieler
- Przybyła, Józef (1945–2009), polnischer Skispringer
- Przybyła, Kamila (* 1996), polnische Stabhochspringerin
- Przybyła, Stefan (* 1932), polnischer Skispringer
- Przybyła, Wiktoria (* 2004), polnische Skispringerin
- Przybylak, Daria (* 1991), polnische Volleyball- und Beachvolleyballspielerin
- Przybyłko, Kacper (* 1993), deutsch-polnischer FußballspielerKacper Przybyłko (* 1993)

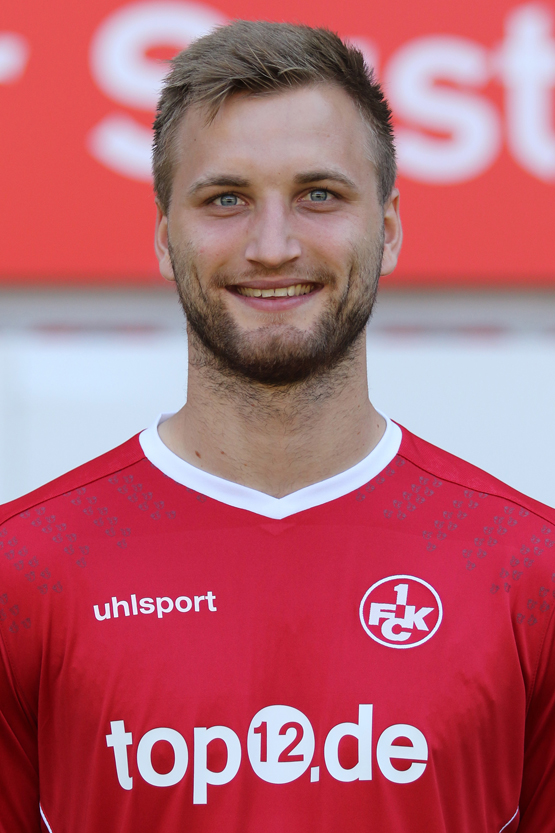
Kacper Przybyłko (* 1993)

- Przybyłko, Kacper (* 2005), polnischer Fußballspieler
- Przybylko, Mateusz (* 1992), deutscher Hochspringer
- Przybyllok, Erich (1880–1954), deutscher Astronom
- Przybyłowicz, Marcin (* 1985), polnischer Komponist und Sounddesigner
- Przybylska, Anna (1978–2014), polnische Schauspielerin und ModelAnna Przybylska (1978–2014)

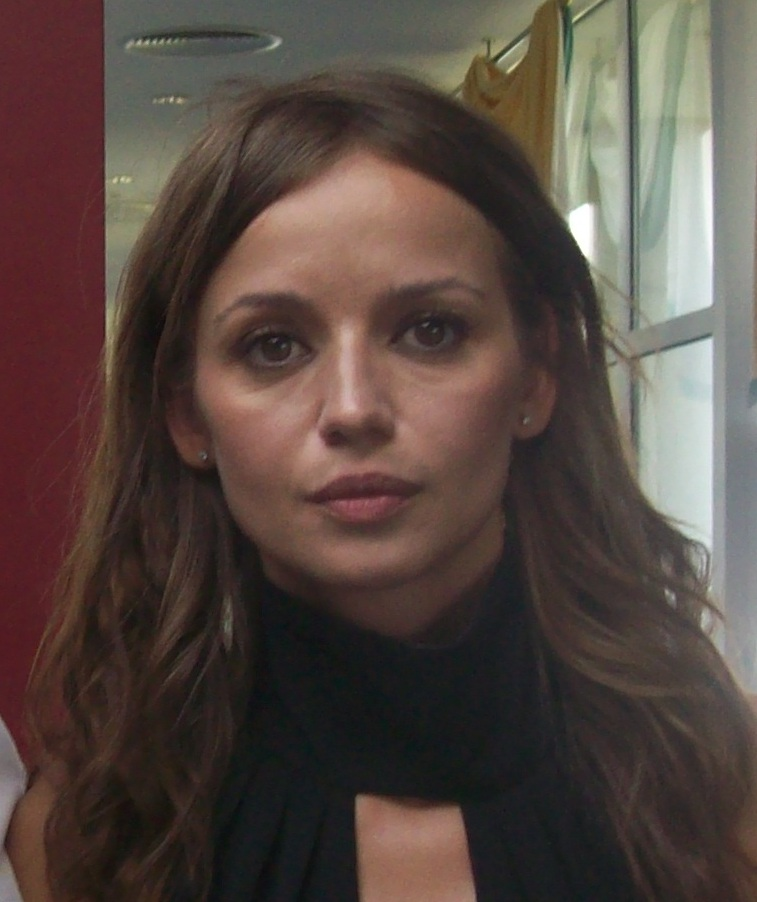
Anna Przybylska (1978–2014)

- Przybylska, Sława (* 1932), polnische Sängerin und Schauspielerin
- Przybylska-Łuczyńska, Mieczysława (1907–1972), polnische Schriftstellerin
- Przybylski, Andrzej (* 1964), polnischer, römisch-katholischer Geistlicher, Weihbischof in Częstochowa
- Przybylski, Bronisław Kazimierz (1941–2011), polnischer Komponist und Musikpädagoge
- Przybylski, Michael (1948–2023), deutscher Chemiker
- Przybylski, Peter (1935–2019), deutscher Jurist und Publizist
- Przybylski, Peter (1967–2013), deutscher Kameramann
- Przybylski, Rafał (* 1991), polnischer Handballspieler
- Przybylski, Ryszard (1928–2016), polnischer Essayist, Literaturhistoriker und Übersetzer
- Przybylski, Valentin (* 1906), deutscher Fußballspieler
- Przybyński, Stanisław (1888–1939), polnischer Offizier
- Przybyś, Kazimierz (* 1960), polnischer Fußballspieler
- Przybysz, Natalia (* 1983), polnische Sängerin
- Przybysz, Ryszard (1950–2002), polnischer Handballspieler
- Przybyszewski, Bolesław (1892–1937), polnisch-russischer Musikwissenschaftler
- Przybyszewski, Stanisław (1868–1927), polnischer SchriftstellerStanisław Przybyszewski (1868–1927)

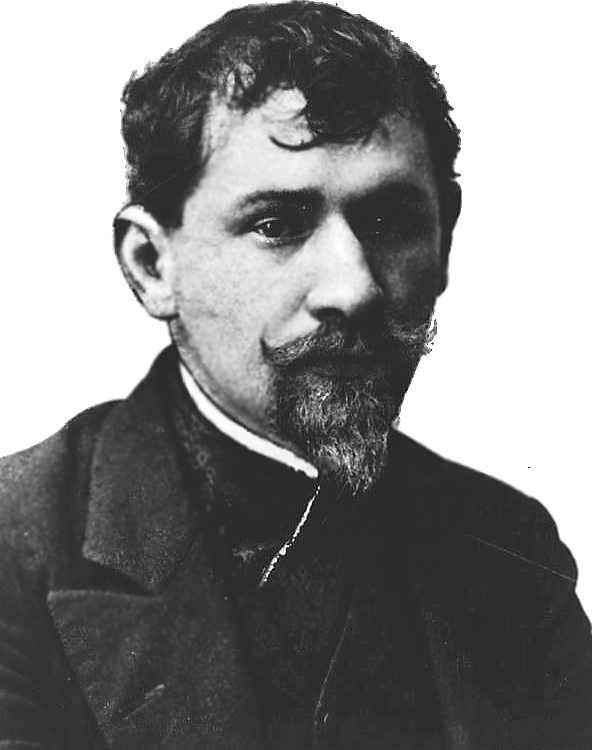
Stanisław Przybyszewski (1868–1927)

- Przydacz, Marcin (* 1985), polnischer Jurist, Beamter und Unterstaatssekretär im Außenministerium (2019–2023)
- Przydział, Piotr (* 1974), polnischer Radrennfahrer
- Przygodda, Kerstin (* 1962), deutsche Politikerin (AfD), MdB
- Przygodda, Peter (1941–2011), deutscher Filmeditor
- Przygode, Wolf (1895–1926), deutscher Schriftsteller und Jurist
- Przyklenk, Andrea (* 1957), deutsche Journalistin und Autorin
- Przyklenk, Johannes Baptist (1916–1984), katholischer Bischof in Brasilien
- Przykucki, Marian (1924–2009), polnischer Geistlicher, römisch-katholischer Erzbischof von Stettin-Cammin
- Przyłębska, Julia (* 1959), polnische Rechtswissenschaftlerin
- Przyłębski, Andrzej (* 1958), polnischer Botschafter in Deutschland
- Przyluski, Jean (1885–1944), französischer Linguist und Religionswissenschaftler
- Przyłuski, Leon Michał (1789–1865), Erzbischof von Gnesen und Posen (1844–1865)
- Przypkowski, Samuel (1592–1670), polnischer unitarischer Staatsmann und Schriftsteller
- Przyrembel, Alexandra (* 1965), deutsche Historikerin und Hochschullehrerin
- Przyrembel, Hans (1900–1945), deutscher Designer, Gold- und Silberschmied
- Przyrembel, Wolfgang (1903–1944), deutscher nationalsozialistischer Funktionär und SA-Führer
- Przyrowski, Sebastian (* 1981), polnischer Fußballtorhüter
- Przysiężny, Michał (* 1984), polnischer Tennisspieler
- Przystaniak, Peter (* 1956), deutscher Pianist und Komponist
- Przysucha, Jaakow Jizchak von (1766–1813), chassidischer Rabbiner und Zaddik
- Przysucha, Simcha Bunem von (1765–1827), chassidischer Zaddik in Polen
- Przytarski, Tobias (* 1959), deutscher Geistlicher, Generalvikar und Dompropst des Erzbistums Berlin
- Przytuła, Damian (* 1998), polnischer Handballspieler
- Przytycki, Feliks (* 1951), polnischer Mathematiker
- Przywara, Erich (1889–1972), Theologe und ReligionsphilosophErich Przywara (1889–1972)

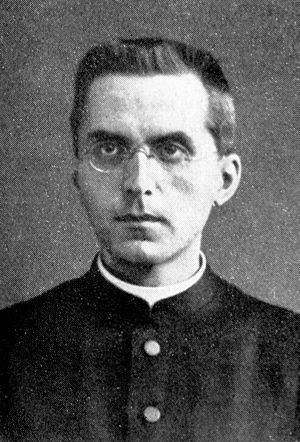
Erich Przywara (1889–1972)

- Przywara, Rainer (* 1962), deutscher Maschinenbauingenieur und Hochschulrektor
- Przywara-Kutz, Otto (1914–2000), deutscher Schwimmer
- Przywuska, Aniela (1937–2022), polnische Historikerin und Archivarin